# Списак старих српских народних песама
Списак изабраних старих српских народних песама:
- Имам једну жељу
- Мила Мајко
- На те мислим
- Не вреди плакати
- Ој, Јело, Јело
- Ој, Мораво
- Ој Србијо мати
- Ој Србијо, мила мати
- Тамо далеко
- У рану зору
- Већ одавно спремам свог мркова
- Бојерка
- Горанине ћафанине
- Химна косовских јунака
- Гора јечи
- Креће се лађа француска
- Море изгрејала, нане
- Мој голубе
- Небо
- Нико нема што Србин имаде
- Облак се вије
- Одвоји се гројзе од лојзе
- Прелетеше птице
- Расти, расти

## Списак старих српских народних песама по регији

### Војводина
- Ај, ала Сремци лумпују на Сави (Сремски бећарац)
- Ај, берем грожђе, бирам тамјанику
- Ај, невен вене крај горе зелене
- Ај, шта ћу, нане, болује ми дика
- 'Ај'те амо, момци, цуре
- 'Ајд' на рогаљ момче
- 'Ајде Като, 'ајде злато
- Ала волем дику мог
- Банаћанско коло
- Бећарац
- Весела је Србадија
- Весело срце кудељу преде
- Волем дику (Сојчице, девојчице)
- Већ одавно спремам свог мркова
- Где сте ноћи, где сте дани
- Гине, вене срце у меника
- Говори се да ме вараш
- Голубице бела (што си невесела)
- Да је вишња к'о трешња
- Девојче, плавојче
- Девојчица ружу брала
- Диван је кићени Срем
- Добро јутро, мој бекријо
- Долином се шетала девојчица мала
- Дунаве, Дунаве, тиха водо 'ладна
- Ђувегије, где сте да сте
- Ђурђевска кишица (ситно је росила)
- Еј, кад сам синоћ пошла из дућана
- Еј, мати, мати, мати
- Еј, салаши на северу Бачке
- Жабаљка (Где то кажу има лепих сека)
- Звони звонце, чобан тера овце
- Зрачак вири кроз гранчице
- И ја имам слатко лане
- Идем кући, а већ зора
- Има једна песма за тебе
- Ја имадо' коња врана
- Ја сам момак сирома'
- Јарко сунце одскочило
- Једно јутро, чим је зора сванула
- Јесен стиже, дуњо моја, јесен рана
- Јутрос рано девојчица
- Кад сам био млађан ловац ја
- Ко те има тај те нема
- Копа цура виноград
- Косо моја бренована
- Косо моја свилена па густа
- Кочијашу, 'ајд' на чашу
- Крај језера једна кућа мала
- Кукурузи већ се беру
- Купи ми, бабо, волове
- Лепо ти је у нашему Срему
- Љубисмо се, хеј, лане моје
- Милица је вечерала
- Миљено, миљено, цвеће шарено
- Мој дилбере, душо моја
- Мој чардаче, мој дебели хладе
- Набрала је девојка пуно крило јабука
- Не лудуј, Лело, чуће те село
- Невен коло
- Овим шором, Јагодо
- Осам тамбураша с Петроварадина
- Оседлаћу коња врана
- Песмо моја, закити се цветом
- По градини месечина сија мека
- Под Кикиндом зелени се трава
- Поранила девојчица голубе да храни
- Пред Сенкином кућом
- Пред твојом сам ево кућом
- Промиче момче кроз село
- Салаш у малом риту
- Сама си ти, а сам сам и ја
- Синоћ кад је пао мрак
- Сјај месече вечерас
- Тешко је љубити тајно
- Три јабуке и полак
- Три сам дана кукурузе брала
- У Новом Саду
- У том Сомбору
- Узми Стану, мили сине
- Уморено злато моје
- Фијакерист
- Фијакер стари улицама лута
- Хајд' у коло свирац свира
- Цура бере цвеће, а драги је неће
- Често прођем покрај твоје куће
- Четир' коња дебела
- Чизме моје шкрипућу
- Чија ли је тараба
- Чујеш, чујеш, чујеш секо
- Широк Дунав, раван Срем
- Шкрипи ђерам, ко је на бунару

### Централна Србија
- А куде си била, мори, Каракоцо
- А што ми се памет померавља
- А што питаш, џанум, мајке
- А што си се, Јано, росом оросила
- А што ти је, мила кћери
- Ај, весели се кућни домаћине
- 'Ај' д' идемо, Радо
- Ај, одметну се Мара у хајдуке
- 'Ајде, ајде, мори, џан-Стојанке
- 'Ајде, драги, звезде да бројимо
- 'Ајде, мори, Гајо
- 'Ајдемо кући, зора је
- Аман, воденичаре
- Анђелија воду лила
- Аница овце чувала
- Ах, мој доро
- Београде, граде
- Беше некад Митке и Коштана
- Бисенија, кћери најмилија
- Бистра водо, мој студен кладенче
- Блузо моја, туго саткана од цвећа
- Благо мени и теби девојко
- Болан ми лежи Кара Мустафа
- Босиоче мој зелени
- Бре искочи, лудо младо
- Везак је везла Дјева Марија
- Ветар дува, шљиве опадају
- Виолино не свирај
- Високо дрво хлад нема
- Вита, вита јело
- Више села зелена ливада
- Вишњичица род родила
- Влајна
- Врани се коњи играли
- Врти, врти коло к'мто мене
- Гајтано моме, мори
- Где си да си, мој голубе
- Где ћеш бити, лепа Кејо
- Гором језде кићени сватови
- Гугутка гука во осоје
- Гугутка гука ми у гори
- Да знајеш, мори, моме (Жал за младос')
- Данче
- Два су цвета у бостану расла
- Девет години минаше
- Девојка је зелен бор садила
- Девојка је пошла у гору за воду
- Девојка се сунцу противила
- Девојко моја, напој 'де ми коња
- Димитријо, сине Митре
- Дођи, драги, довече у село
- Добро јутро, Шумадијо
- Дођи мојим ружама
- Долетеће бели голуб
- Достано, кћери мамина
- Дремка ми се, дремка, мила нане
- Другар ми се жени, нане
- Друмом идем, за друм питам
- Дуга њива и курузи мали
- Дуде, мори, Дуде, бело Дуде
- Дунаве, моје море
- Ђаурко мила, туга ме мори
- Ево срцу моме радости
- Еј, сан запала дилбер Ката у башти
- Еј, Ужичанко, моја мила дико
- Еј, чија фрула овим шором свира
- Еј, чула јесам, мој се драги жени
- Жубор вода жуборила
- Запиши у свом срцу
- Запоја Рада у лојзе
- Зарасле су стазе ове / Вара момка, душо
- Заспала девојка брегу на камену
- Засп'о Јанко под јабланом
- Зашто свићеш тако рано
- Зашто, Сике, зашто
- Земи ме, земи (Ако ће се жениш)
- Златиборе, мој зелени боре
- Златиборе питај Тару
- Знаш ли, драги, ону шљиву ранку
- Зора зори, петли појев
- Зора руди, мајка сина буди
- Играле се делије
- Играли се врани коњи
- Играло коло под Видин
- Иде Миле лајковачком пругом
- Иду путем двоје, не говоре
- Из бању иде шејтан девојче
- Из Врањанско пођо'
- Извор вода извирала
- Имала сам другарицу
- Ја погледах преко кола
- Ја посадих једну ружу белу
- Ја посејах лан
- Ја посејах лубенице
- Ја прошетах крај Мораве
- Ја сам Јовицу шарала, варала
- Ја сам лола бекрија
- Једва чекам да недеља дође
- Једрен граде
- Је л' ти жао што се растајемо
- Јеремија (Ја сам ја, Јеремија)
- Јеремија пали топа
- Јесен прође, ја се не ожених
- Јесен стигла, оголеле гране
- Јесен стиже рана, виногради зрели
- Јечам жела Гружанка девојка
- Јоване, сине, Јоване
- Јоргован
- Јорданке, мори, Јорданке
- Јутрос ми је ружа процветала
- Када моја младост прође
- Киша пада, трава расте, гора зелени
- Киша паде, мори Цоне
- Кишо, тихо падај
- Књигу пише дилбер Стана
- Књигу пише Мула-паша
- Књигу пише краљ Србије
- Књигу пише турски царе
- Ко ти купи срма јелек
- Које ли је доба ноћи
- Коленике, коленике, вретено
- Кол'ко има, Јано, одавде до мора
- Коњ зеленко росну траву пасе
- Косио сам сено
- Крај Мораве бели багрем цвета
- Кроз пусту малу Оџинку
- Крца, крца, нова кола
- Крчмару, крчму затвори
- Ластавице, ласто
- Лела Врањанка
- Леле, дуње ранке (Иди кући)
- Леп је божур, нане
- Лепа Пава у ковиљу спава
- Лепе ли су, нано, Гружанке девојке
- Лепо ти је бити чобаница
- Лепо ти је рано уранити
- Ливадица, около јасење
- Ливадица, свуд около жица
- Лојзе се реже, гројзе се бере
- Лутао сам дан и ноћ
- Магла паднала в долина
- Магдо, мори, Магдо
- Мајка Мару кроз три горе звала
- Мала башта
- Мали пијац потопила Сава
- Мами момче девојче на свилено јаглуче
- Мамино, Митке мамино
- Марамица од белог фулара
- Маријо, 'ћеро мори
- Мене мајка једну има
- Месечина огрејала врата
- Механџи, мори
- Милић иде странчицом
- Милица је ћилим ткала
- Милкано, дадо, мори
- Мирјана
- Мисли Миле да је мени жао
- Мито, Митанче
- Мито бекријо
- Мој докторе, глава ме боле
- Мој драгане, што ме заборављаш
- Мој ђердане, моје суво злато
- Мој животе, горак ли си
- Мој јаблане, шири гране
- Мој коњићу, лаки, лагани
- Мој Милане, јабуко са гране
- Море, бел пелине
- На ливади чува Мара
- На Ускрс сам се родила
- Над извором врба се наднела
- Наджњева се момче и девојче
- Не гони коња, мори, момиче
- Нишка бања
- Ноћ је тиха
- Ноћ, тамна ноћ
- Обраше се виногради
- Од извора два путића
- Од како сам ја девојче
- Одакле си селе, девојано млада
- Ој, Ангелина, ти бела Гркињо
- Ој, девојко, душо и румена ружо
- Ој, девојко, ђинђо моја
- Ој, девојко мала
- Ој, девојко, Смедеревко
- Ој, девојче, Пироћанче
- Ој, јаворе, зелен боре
- Ој, јаворе, јаворе, ти си дрво најбоље
- Ој, Јелена, кћери моја једна
- Ој, Јело, Јело, Јелено, не гази сено кошено
- Ој, Лазаре, на води возаре
- Ој, ливадо, росна траво
- Ој, Мораво, моје село равно
- Ој, Нишаво, водо мутна
- Ој, Ужице, мали Цариграде
- Осу се небо звездама (према Мокрањцу)
- Осу се небо звездама (Даворин Јенко)
- Очи једне жене
- Отвори ми, бело Ленче
- Пастирче младо и мило
- Певај ми, певај, соколе
- Петлови појев, Морава дз'мни
- Повела је Јелка
- Погледај де, мала моја
- Под ноћ пођох на воду
- Пођо' по пута, по каменита
- Појдо на горе, појдо на доле
- Поранила Дана на водицу
- Поранио Јованчићу, Јованчићу дилберчићу
- Пошла је Тројанка на воду
- Пошла Румена, нано, рано на вода
- Пошла цура цвеће брати
- Празна чаша на мом столу
- Прела Мара злато на вретено / Пресличица звекетала
- Прођи Миле кроз наш крај
- Прођох гору, прођох другу и трећу
- Прођох кроз гору, не знам кроз коју
- Прошетала царица Милица
- Прошета се Тома уз горњу махалу
- Путеви се наши разилазе
- Пуче пушка низ гору зелену
- Равно поље, жао ми је на те
- Радо кћери, Радо
- Рајо, Радивоје, изведи ми коло
- Расло је дрво тополово
- Расло ми дрво јаворово
- Расло ми је бадем дрво
- Растао сам поред Дунава
- Русе косе цуро имаш
- С оне стране Липовице
- С оне стране Мораве
- Са Овчара и Каблара
- Сад мој драги, хај, хај
- Садила Милена, нане, големо лојзе
- Садила мома крај мора лојзе
- Састале се три девојке
- Свадбе стижу, јесен је
- Све пева двоје и двоје
- Свилен конац
- Све се кунем и преклињем
- Седајте на ред седењке
- Седела Магда на чардаку
- Седлај коња Радо
- Синоћ ми драги долази
- Синоћ пођох, бела Радо
- Синоћке те видо', леле, Зоне
- Синџирићи звече
- Скелеџијо на Морави
- Славуј пиле, не пој рано
- Смедерево, граде од старина
- Соко ми лети високо
- Стани, стани, зоро
- Стани, стани, Ибар водо
- Стани, стани, Станке
- Станика ми болна легнала
- Стевано, бела Грћињо
- Старим путем опет дођи
- Сунце јарко, не сијаш једнако (Дубравка Нешовић)
- Сунце јарко, не сијаш једнако (Гордана Којадиновић)
- Тан', Тан', Танкосава
- Танко', Танко', Танкосава
- Текла река Лепеница
- Тешко ми је Шумадију оставити
- Ти момо, ти девојко
- Ти си ме чекала
- Тражи мајка свога синка Јанка
- Три девојке збор збориле
- Три ливаде нигде 'лада нема
- Тужи горо, тужи сестро
- Тужно ветри гором вију
- У башти ми зумбул цвета
- У баштици мојој неста' белих ружа
- У каваче густе бајче
- У ливади под јасеном
- У Милице дуге трепавице
- Узми све што ти живот пружа
- Уродиле жуте крушке
- Уродиле јагодале
- Фатише коло врањске девојке
- Хвалила се лепе Маре мајка
- Хвалила се липа код багрема
- Цојле, Манојле
- Чај горо, лане моје, причувај ми овце
- Чај горо чарна, причувај ми овце
- Чија је оно девојка
- Чије је оно девојче
- Чик цуро погледај ме
- Чим рујна зора заруди
- Чобан тера овчице
- Чувам овце доле у јасење
- Чувам овце крај зелене јове
- Чувам овце крај Мораве
- Чувам овце све по доловима
- Чувам овце у доње стрњике
- Чувам овце у ливади сама
- Чувах овце три године
- Чуј, деране
- Шано, душо, Шано
- Шетнала се Кузум Стана
- Широко је лишће ор'ово
- Шта да чиним, мила нане
- Шта то миче кроз шибљиче
- Шта ће ми живот (Ноћас ми срце пати)
- Што ј' град Смедерево вас дан затворено
- Што ми је мерак пољак да будем
- Што си, Лено, на големо
- Што ти је, Стано, мори
- Шумадијо, ко би тебе оставио
- Шумадијо, зелена ливадо
- Шумадијо, родни крају
- Шумадијо шумовита
- Шумадинац пали топа

### Косово и Метохија
- А што ми се бунар вода мути
- Ај, задунуше сабазорски ветрови
- 'Ајде Јано, коло да играмо
- 'Ајде Стамено, бела румена
- Атиџиче, бело црвено
- Билбил пиле, не пој рано
- Болна лежи дилбер Тута
- Бре девојче, бре ђаволче
- Булбул ми поје
- Возила се по мору галија
- Видовдан
- Врбице, врбо, зелена
- Град градиле беле виле
- Густа ми магла паднала
- Девојка је зелен бор садила
- Девојче бело, црвено
- Дека си била, Стојанке, мори
- Дил' ми Тана, џанум, болна лега
- Дошла Рашка од брега до брега
- Дуни ми, дуни, лађане (Јордан Николић)
- Дуни ми, дуни, лађане (Весна Димић)
- Еј, драги, драги, божурове сади (Косовски божури)
- Еј, у Призрену зелена јабука
- Еј, у чије се здравље вино пије
- Запевала сојка птица
- Зар ја немам русе косе
- Знаш ли, мила, кад се заволесмо
- Иди дојди, Асан ага
- Излегни, Марче, излегни
- Излего' да се прошетам
- Ја посади' виту јелу
- Ја ураних јутрос рано
- Јечам жела Косовка девојка
- Кад сум бил, мори Ђурђо
- Како ће се разделимо, еј, моме
- Каранфил се на пут спрема и пева
- Каранфиле, племе моје
- Кој ће ти купи ал-канариче
- Конзулата бадем дрво
- Кроз чаршију прође моје Ленче
- Куде си била, море, каракосо
- Лиснај се, горо, зелена
- Маријо, дели, бела кумријо
- Море, изгрејала, нане, море, изгрејала
- Море, диг' се, диг' се, дели Агуш аго
- Мори, Бојко, дилбер Бојко
- Мурсел ми седи више село
- На врата сеђаше Јевка Замфирова
- Нана нани Саву лудо дете
- На миндер ми до три Анке сеђа'у
- Не плачи Стано, мори, не жали
- Невен вене за гором, за зеленом
- Никнало, море, никнало бело цветиче
- Обложи се момче и девојче
- Овчарче овце пасеше
- Ој, голубе, мој голубе
- Ој, девојко, душо моја
- Ој, девојче, мори, често ли ме сањаш
- Ој, јабуко, зеленико
- Ој, Като, мори Пећанке
- Ој, Цоко, Цоко, црно око
- Пала је магла,море, над Рајановце
- По потоку ситна риба
- Подуна, море, подуна гора зелена
- Пошла је Јана у виноград
- Пошла ми Милка за воду
- Прелетеше птице ластавице
- Прелетна ми соко преко Белиграда
- Препојало мор пиленце
- Прошета Ђорђе кроз лојзе
- Разболе се Ванка на мајчином крилу
- Разболе се дилбер Тута
- Разболе се Ленче, једно у мајке
- Разгранала грана јоргована
- Росна ливада, трава зелена (Мара Ђорђевић)
- Росна ливада, трава зелена (Зора Дубљевић)
- Саздаде се црни облак
- Са Косова зора свиће (Љубомир-Љуба Манасијевић)
- Са Косова зора свиће (Ивана Жигон и Косовски божури)
- Сву ноћ ми билбил препева
- Момче седи на брега, на брега
- Симбил цвеће, море
- Смиљ Смиљана покрај воде брала
- Срето' девојче, из Бању иде
- Срце ми болује
- Стојна мома бразду копа, даде
- Тамна ноћи, тамна ли си
- Тегли си оро, девојко
- Тегнај ми оро, мори Бојано
- Текла вода Моравица
- Текла вода текелија
- У село кавга голема
- Удаде се, јагодо, удаде се, драга душо
- Устај Като, устај злато
- У село свадба голема
- Цвето, мори Цвето, Цвето калушо
- Чаглавчанке све девојке
- Џанум, зађе сунце
- Џанум, на сред село
- Шта се сија над Пасјаном
- Што град Смедерево, нане
- Што гу нема Цвета по двор да ми шета (Јован Милошевић)
- Што гу нема Цвета по двор да се шета (Јордан Николић)
- Што имала крсмен Стамена
- Што имаш косе Маро
- Што је лепо под ноћ погледати
- Што Морава мутна тече (Даница Обренић)
- Што Морава мутна тече (Јордан Николић)
- Што Морава мутна течи
- Што тај сокак на каранфил мирише